# ایسمت ییلماز
ایسمت ییلماز (ترکی استانبولی: İsmet Yılmaz؛ ۱۰ دسامبر ۱۹۶۱) سیاست‌مدار اهل ترکیه و مهندس مکانیک است. وی وزیر دفاع ترکیه از ۲۰۱۱ تا ۲۰۱۵ بود. او پس از انتخابات سراسری ترکیه در (ژوئن ۲۰۱۵) با کسب ۲۵۸ رأی به عنوان رئیس مجلس ملی کبیر ترکیه انتخاب شد.